# معركة غابة تويتوبورغ
معركة غابة تويتوبورغ أو معركة فاروس (بالألمانية: Varusschlacht) وقعت في سنة 9 م بين الجيش الروماني بقيادة الجنرال فاروس وتحالف للقبائل الجرمانية بقيادة أرمينيوس زعيم قبيلة الشيروسكيين. تدعى المعركة بهذا الاسم رغم أنها لم تقع في غابة تويتوبورغ على جبال أسنينغ بل جرت بالقرب من مرتفعات كالكريزي اليوم في ولاية سكسونيا السفلى. كانت إحدى أسوأ الهزائم التي مني بها الرومان : أبيدت ثلاثة فيالق كاملة (السابع عشر والثامن عشر والتاسع عشر)، بالإضافة إلى 6 كتائب المشاة و3 أجنحة فرسان إسناد تشكل كلها ثُمن الجيش الروماني.
إثر المعركة بدأت حرب دامت سبع سنوات لاسترداد شرف الجيش الروماني . وفي النهاية تخلى الرومان عن محاولة أخرى لاحتلال المناطق الجرمانية على الضفة اليمنى لنهر الراين وصولا إلى نهر الإلبه من أجل الوصول إلى الهدف الاستراتيجي بتقصير طول حدود الدولة الرومانية في وسط أوروبا وجعل خط الإلبه - الدانوب هو الحدود الجديدة. واعتبر نهر الراين حدوداً نهائية للامبراطورية من الجهة الشمالية الشرقية لأربعة قرون لاحقة.
طرحت عدة مواقع في شمال ألمانيا والبلاد المنخفضة أعتقد أنها كانت مسرحا لمعركة غابة تويتوبرورغ، لكن الأبحاث الحديثة أدت إلى فرضية أن جزءا من المعركة على الأقل قد جرى في منطقة كالكريزي في جبال فيهن في محيط مدينة أوسنابروك الحالية. يعثر الباحثون وذوي الاهتمام بتلك المعركة في مختلف المناطق حول أوسنابروك على بقايا أسلحة وعتاد ونقودا فضية وذهبية رومانية، ويجدوا أنها تكثر في المنطقة بين أوسناروك ومدينة «برامشه» ، مما يرجح أن المعركة قد دارت في تلك المنطقة، ولا يزال البحث ساريا.

## خلفية تاريخية

### الموقف الجيوسياسي
كانت الجمهورية الرومانية قد توسعت بسرعة في القرن الأول الميلادي، بفضل يوليوس قيصر، والذي كان قد غزا معظم أوروبا الغربية وأجزاء من الجزر البريطانية في حروب الغال (58–50 ق م). وغالبًا ما كانت حروب الغال ضد شعب الغال، ولكنها أيضًا شهدت معاركًا ضد قبائل عدة من الجرمان. عبر يوليوس قيصر نهر الراين مرتين ليقاتل قبائل الجرمان، ولكن هذان الاشتباكان لم يكونا حاسمين. وصلت فورة غزوات قيصر لنهاية مبكرة إذ أن حرب قيصر الأهلية (49–45 ق م) كانت قد اندلعت. كادت أراضي أوروبا القارية أن تصبح طي النسيان لعقدين من الزمن بعد حروب الغال إذ تصدعت الجمهورية بصراعات السلطة. فالقوات التي قد تحصنت سابقًا ببلاد الغال انسحبت في 31 ق م لتشارك بالملحمة الحاسمة بين أكتافيوس وماركوس أنطونيوس في معركة أكتيوم. لم ينتظر الغال أي دوافع، فقد ثاروا على الفور. ولم تستعد روما سلطانها على تلك الأراضي إلا في 28 ق م.
شهد عام 27 ق م تحولاً جذريًا لكلاً من الغال وروما. تحولت الجمهورية إلى إمبراطورية، إذ نصب أكتافيوس نفسه إمبراطورًا لها. سعى أكتافيوس - المسمى الآن أغسطس - لترسيخ سلطانه في بلاد الغال، وقد قسم الغال إلى ثلاث مقاطعات صغرى. تحول الإمبراطورية هذا قد رسخ الأهمية لوادي نهر الراين. إذ أن القوات عسكرت بالقرب من النهر. ولكن سياسة أغسطس تجاه أراضي الجرمان تظل غامضة. توجد نظريتان تفسران هذا الغموض. الأولى هي أن أغسطس سعى لجعل نهر الراين فاصلاً بين أراضي الإمبراطورية والجرمان. والأخرى هي أن الحدود الفاصلة كانت أكثر مرونة، وأن القوات كانت تركز على حفظ النظام داخل الإمبراطورية، لا منع تطفل الجرمان. بأي حال من الأحوال، كان الجرمان يستبيحون الأراضي دون أي رادع، وهو ما تمثل بهزيمة الرومان فيما عرف بكارثة لوليوس عام 16 ق م.
هزيمة الرومان في تلك المعركة حثتهم على تنظيم فيالقهم في بلاد الغال، والذي انتهى عام 12 ق م. ومنذ ذلك الحين سعى أغسطس إلى ترويض قبائل الجرمان، وشرع يخطط لحملة عسكرية عليهم. وقد عيَّن ابن زوجته دروسوس حاكمًا لبلاد الغال. شن دروسوس حملاته ضد الجرمان خلال الأعوام 11–9 ق م، وانتصر بسلسلة من المعارك رغم العقبات. توفي دروسوس بسبب حادث أثناء ركوب للخيل عام 9 ق م والذي أوقف التوسع على حساب القبائل الجرمانية مجددًا. عُيِّن أخوه الأكبر - والإمبراطور اللاحق - تيبيريوس على منطقة جرمانية عام 8 ق م. أكمل تيبيريوس حملة أخيه ضد السيكامبريون وأخضع أراضيهم إلى سلطان روما. ولكن أُزيح تيبيريوس واختار لنفسه المنفى عام 6 ق م. خلفه لوسيوس دوميتيوس أهينوباربوس، الذي كان قنصلاً عام 16 ق م. أخمد أهينوباربوس عددًا من الثورات المحلية، وعبر نهر إلبه، وهو أول وآخر قائد روماني يفعل ذلك. وباقتراب نهاية القرن، وقع الرومان في فخ الشعور بأمان زائف تجاه بلاد الجرمان، وقد زادهم اطمئنانًا ازدهار تجارتهم مع الجرمان، وكذلك السلام النسبي.
في أوائل عام 6 م، قاد الليغاتوس غايوس سينتيوس ساتورنينوس والقنصل ماركوس أميليوس ليبيدوس جيشًا ضخمًا يتكون من 13 فيلقًا وحاشيتهم، مما جعله يقارب 100,000 رجل (65,000 جندي فيلق مشاة ثقيل و10,000–20,000 من الخيالة والرماة و10,000–20,000 مدني) ضد ماربود، ملك الماركومانيين، والذين كانوا قبيلة من قبائل السويبيين.
اضطر تيبيريوس لتحويل اهتمامه نحو حرب الباتويين - وتعرف أيضًا بالثورة الإليرية الكبرى - والتي اندلعت في البلقان وبخاصة في مقاطعة إيليريكوم. قادها باتو الدايسيتاتي وباتو البروقي وبينيس البانوني، وعناصر من الماركومانيين، واستمرت لمدة أربعة سنوات. اضطر تيبريوس لإيقاف حملته ضد ماربود والاعتراف به ملكًا حتى يتمكن من إرسال فيالقه الثماني (أغسطس 8 وأبولو 15 وفيكتوريوس فاليريا 20 والمفترس 21 والتوأم 13 والتوأم 14 والغالي 16 ووحدة مجهولة) كي تسحق التمرد في البلقان.

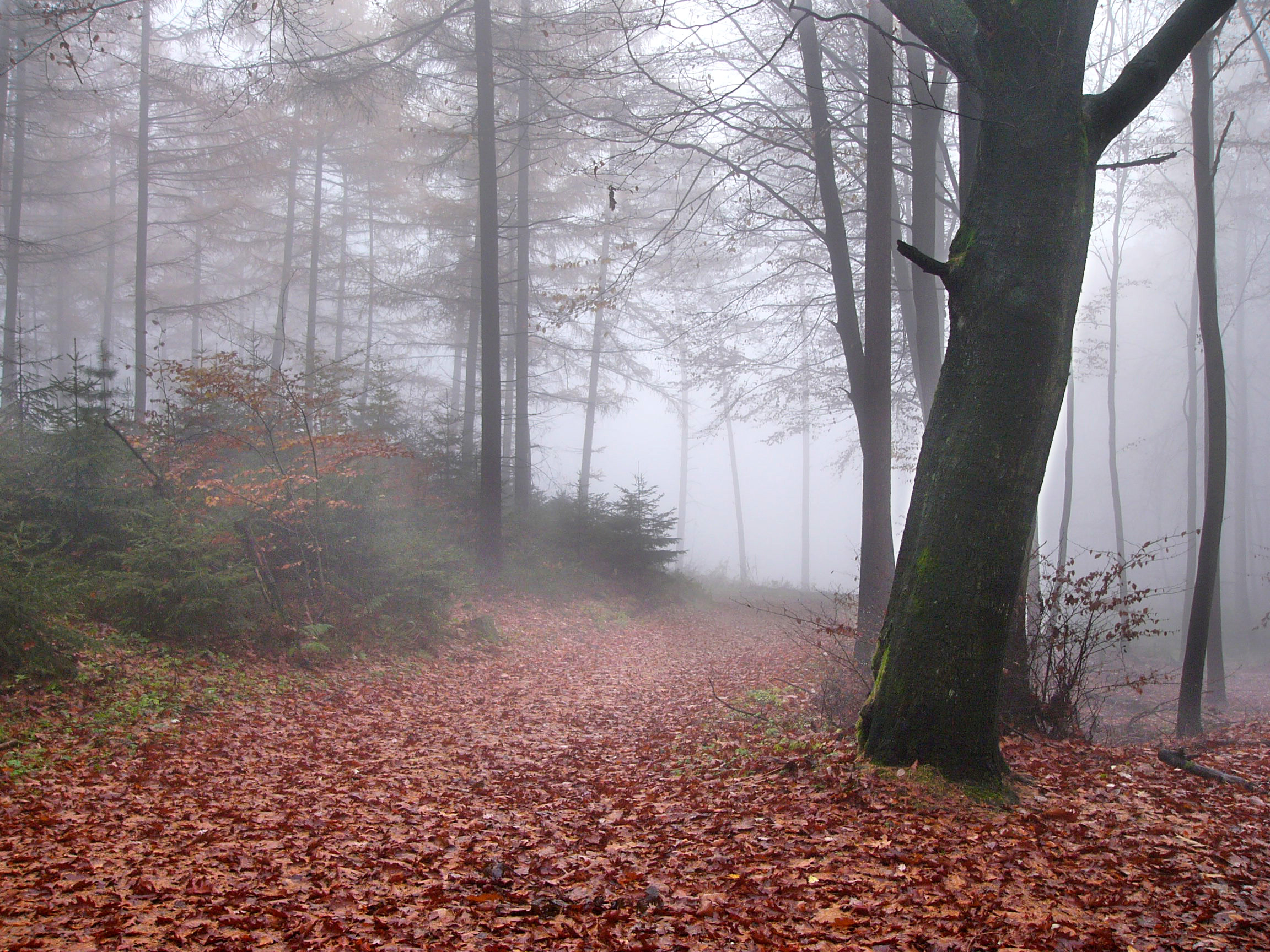
غابة تويتوبورغ في يوم ضبابي ماطر

أصبح أرمينيوس مستشارًا موثوقًا لفاروس بعد عودته من روما، ولكن تحالف مع الشعوب الجرمانية سرًا الذين كانوا أعدائه التقليديين. كانت تلك التحالفات مع الشيروسكيين والمارسيين والخاتيين والبروكتيريين. آنذاك كانت أعداد القبائل الجرمانية تفوق الخمسين قبيلة. وباستخدام الغضب الجمعي تجاه غطرسة فاروس وطغيانه وقسوته الوحشية ضد من غزاهم، استطاع أرمينيوس توحيد المجموعات المشتتة التي خضعت كرهًا وحنقًا لسلطان الرومان، وكذلك استطاع أن يصون هذا التحالف حتى آنت اللحظة المناسبة للهجوم.
بعد حشر الثمانية فيالق التي كانت موجود في جرمانية إلى البلقان، تبقت ثلاثة فيالق فقط في وجه رجال القبائل. مثل هذا الحدث الفرصة المناسبة ليُلحِق أرمينيوس الهزيمة بفاروس. وبينما كان فاروس في طريقه من مخيمه الصيفي غرب نهر فيزر نحو مقره الشتوي بالقرب من الراين، سمع تقارير عن تمرد محلي، وهي تقارير اختلقها أرمينيوس. كتب المؤرخ إدوارد كريسي "قُدمت هذه الفرصة لفاروس للتصرف فورًا؛ ولكنه تجاهل أن تكون جزءًا من ثورة منسقة؛ وكان لا يزال يعد أرمينيوس تابعًا خاضعًا له".

## معرض صور

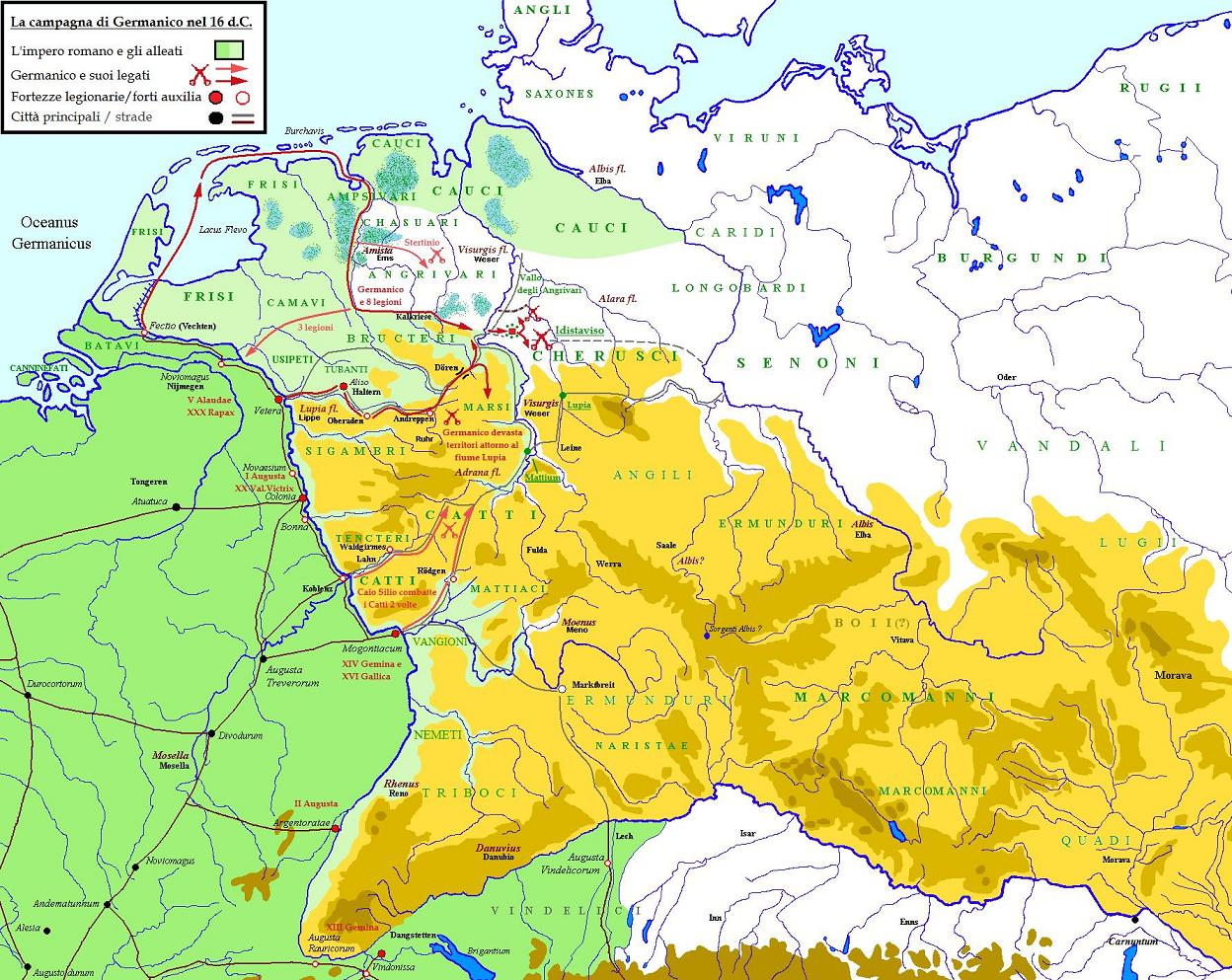
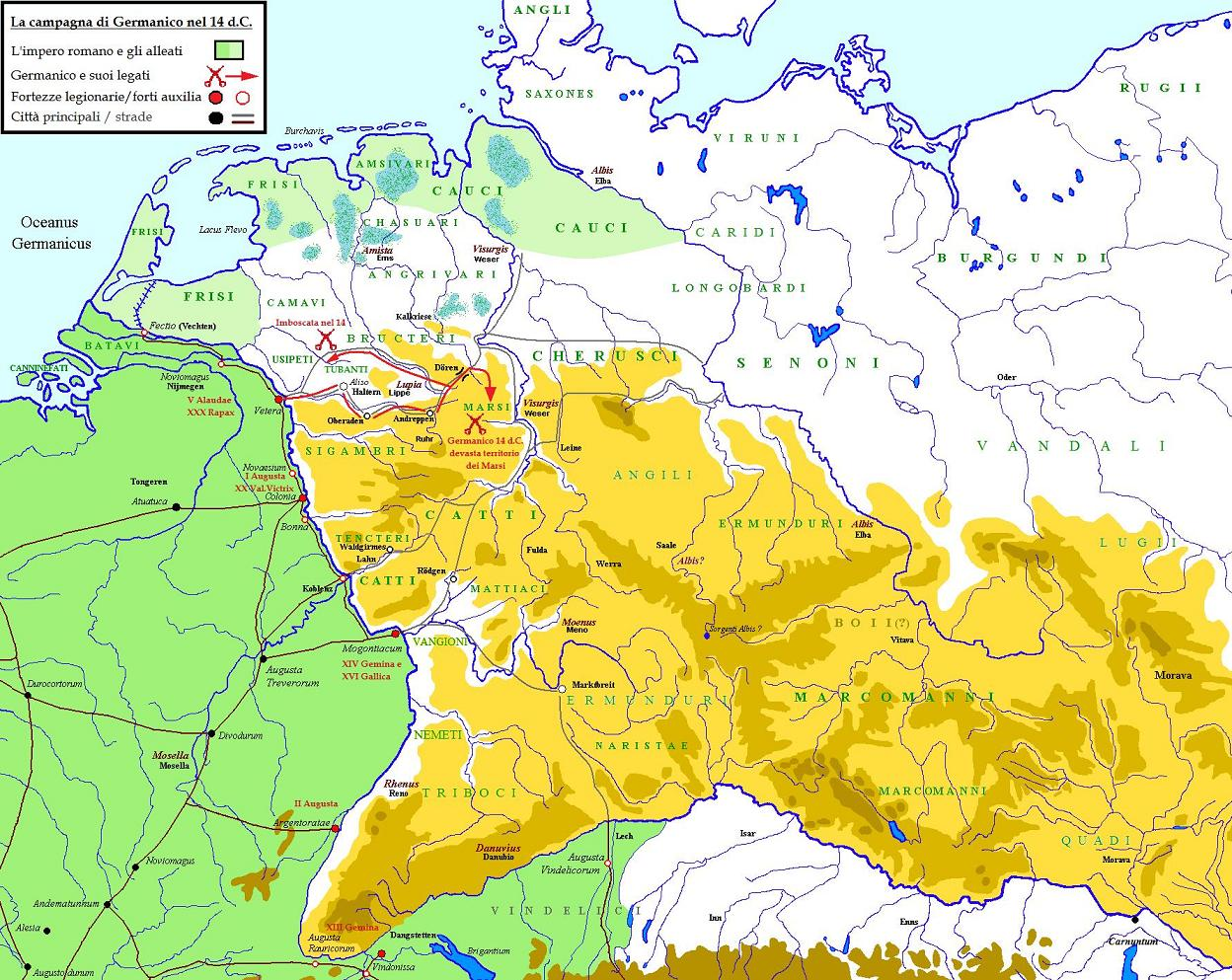
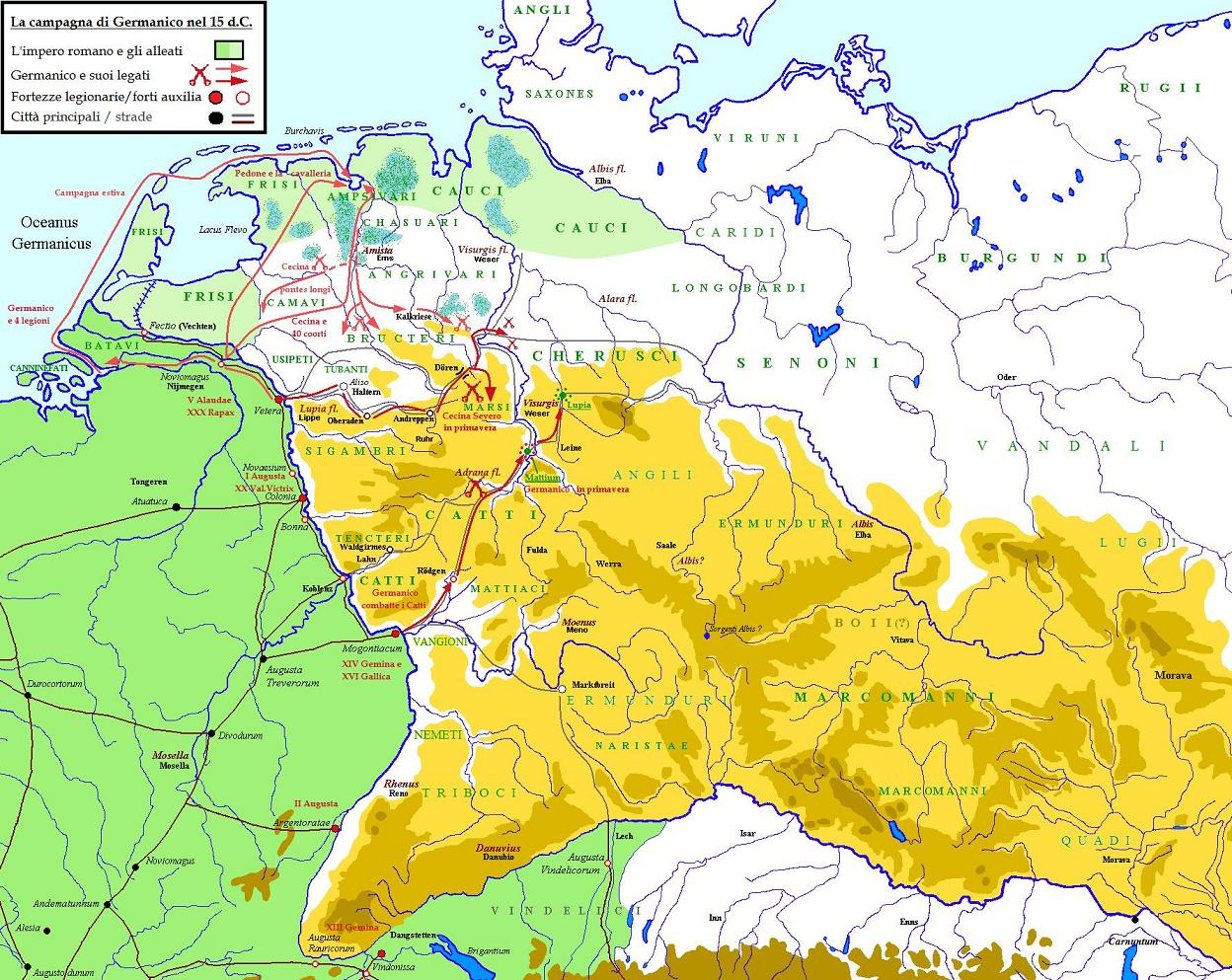

## انظر أيضا

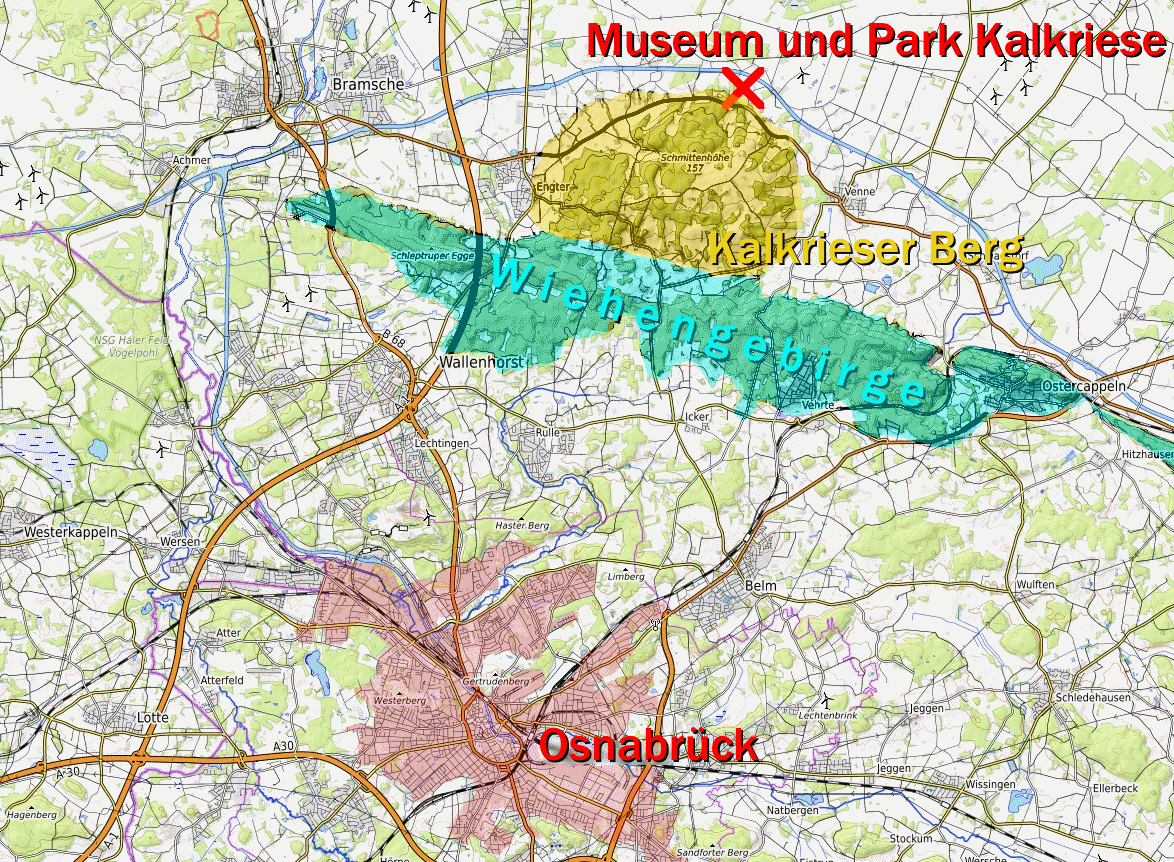
خريطة الموقع المرجح لمعركة غابة تويتوبورغ في شمال ألمانيا.